# Борозни Джанґґавула
Бо́розни Джанґґаву́ла (англ. Djanggawul Fossae) — система борозен на Плутоні, що розташовані між областю Ловелла й землею Венери. Назву затверджено МАСом 8 серпня 2017 року на честь Джанґґавула — міфічної істоти з вірувань австралійського племені йолнґу, яка перепливла з острова смерті до Австралії.

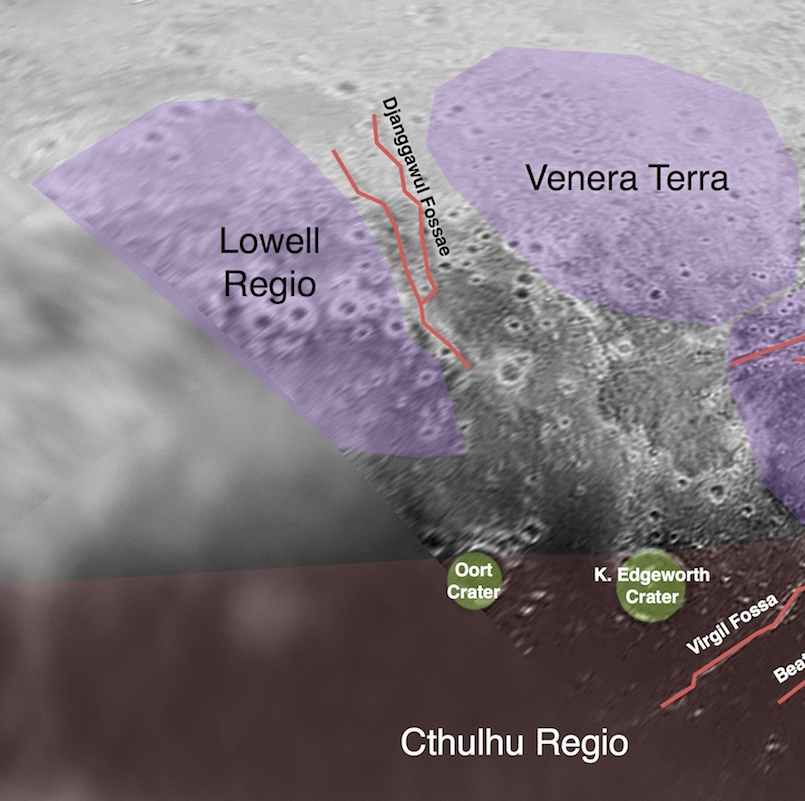
Борозна Джанґґавула між областю Ловелла й землею Венери.